# Варнаков Михайло Михайлович
Михайло Михайлович Варнаков (рос. Михаил Михайлович Варнаков; 1 березня 1985, м. Горький, СРСР) — російський хокеїст, правий нападник. Виступає за «Торпедо» (Нижній Новгород) у Континентальній хокейній лізі. 
Вихованець хокейної школи СДЮШОР «Торпедо» (Нижній Новгород). Виступав за «Торпедо-2» (Нижній Новгород), «Динамо-2» (Москва), «Торпедо» (Нижній Новгород).
У складі національної збірної Росії провів 4 матчі; учасник EHT 2010.
Батько: Михайло Варнаков.